# Dee Edwards
Doris Jean Harrell (Birmingham, Alabama, junio de 1945 - Detroit, Míchigan, 25 de enero de 2006), quién se registró profesionalmente bajo el nombre Dee Edwards, fue una cantante estadounidense.

## Carrera[1]
Edwards estaba casada con el arreglador Floyd Jones y ellos colaboraron en algunas canciones que Guido Marasco publicó en su GM y la compañía discográfica BumpShop en 1970, poniendo a la venta el sencillo 'Say it again with feeling'.
Después de un sencillo de RCA en 1972, Floyd siguió con la canción para la compañía De-To, 'I can deal with that', que fue la última de las sesiones de grabación en Detroit para Dee.
La pareja fue a Nueva York, finalmente disfrutando de la acción de la lista de éxitos Billboard con un hit de disco puesto a la venta en Cotillón en 1979, titulado 'Don't Sit Down', tomado del álbum 'Heavy Love', que también incluyó la balada 'No Love, No World' y su versión de 'Stranger On The Shore' de Acker Bilk.
En los 80's, Dee grabó su propia versión de la canción 'It Comes To My Attention', popular entre la Fraternidad de Soul de Reino Unido.
Pintora aficionada, Dee había abandonado el negocio de la música para concentrarse en su familia en Detroit.
Murió en 2006. La causa de la muerte parece ser un ataque cardíaco después de una noche de salida.
En 2010, Adidas utiliza un remix de la canción Why Can't There Be Love, de Pilooski en un comercial por la campaña "Celebrating Originality on the Streets".

## Sencillos
- My Time Is Important to Me
- You Say You Love Me
- Too Careless with My Love
- Oh What a Party
- Happiness Is Where You Find It
- Why Can’t There Be Love
- All the Way Home
- His Majesty, My Love
- Say It Again with Feeling
- All We Need Is a Miracle
- I Can Deal with That
- Don't Sit Down
- Mr. Miracle Man